# Buara (Ketanggungan)
Buara is een bestuurslaag in het regentschap Brebes van de provincie Midden-Java, Indonesië. Buara telt 11.772 inwoners (volkstelling 2010).